# Josip Lavrenčič
Josip Lavrenčič, italianizzato in Giuseppe Lavrencic (Postumia, 21 marzo 1859 – 18 dicembre 1936), è stato un politico italiano, eletto alla Camera dei deputati (1921-24) in rappresentanza degli sloveni della Venezia Giulia.

## Biografia
Nato nel 1859 da una famiglia slovena a Postumia nell'allora Litorale austriaco da Andreas Lavrenčič e da Josepha Dekleva, di professione commerciante e proprietario terriero dopo l'annessione al Regno d'Italia della Venezia Giulia, alla fine della prima guerra mondiale entrò a far parte della Concentrazione Slava parte delle Liste di slavi e di tedeschi che difendevano gli interessi delle minoranze tedesche e slave. Venne eletto nel collegio di Gorizia nelle elezioni del 1921 e la Concentrazione slava ottenne il 60,02% di voti e ben quattro deputati su cinque. 
Nel 1924, scaduto il suo mandato e con l'inizio della dittatura fascista si ritirò a vita privata; morì nel 1936 all'età di 77 anni.